# Elaphoidella plutonis
Elaphoidella plutonis is een eenoogkreeftjessoort uit de familie van de Canthocamptidae. De wetenschappelijke naam van de soort is voor het eerst geldig gepubliceerd in 1938 door Chappuis.